# Grand Prix Formule 1 van Groot-Brittannië 1993

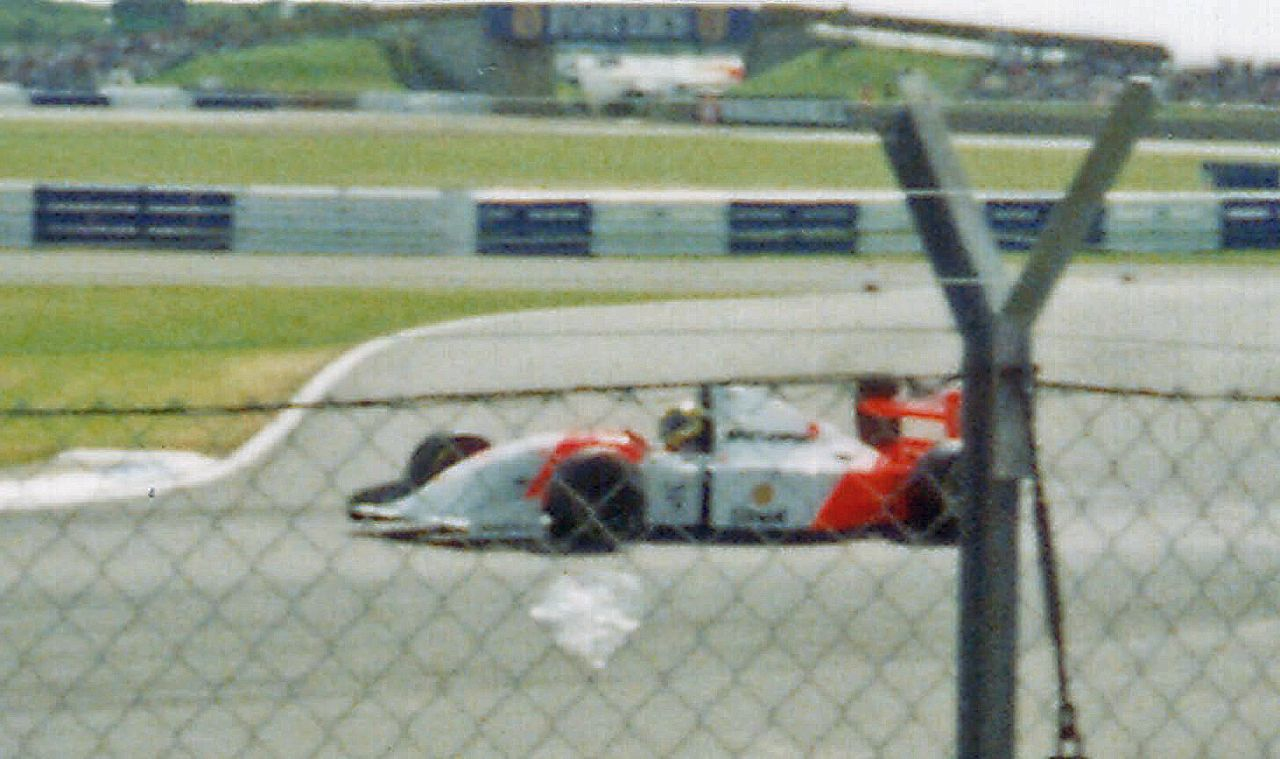
Senna's McLaren @ Silverstone 1993

De Grand Prix Formule 1 van Groot-Brittannië 1993 werd gehouden op 11 juli 1993 op Silverstone.

## Uitslag
| Positie | Nummer | Rijder               | Team                  | Ronden | Tijd/Opgave          | Startplaats | Punten |
| ------- | ------ | -------------------- | --------------------- | ------ | -------------------- | ----------- | ------ |
| 1       | 2      | Alain Prost          | Williams-Renault      | 59     | 1:25:38.189          | 1           | 10     |
| 2       | 5      | Michael Schumacher   | Benetton-Ford         | 59     | +7.660               | 3           | 6      |
| 3       | 6      | Riccardo Patrese     | Benetton-Ford         | 59     | +1:17.482            | 5           | 4      |
| 4       | 12     | Johnny Herbert       | Lotus-Ford            | 59     | +1:18.407            | 7           | 3      |
| 5       | 8      | Ayrton Senna         | McLaren-Ford          | 58     | Geen benzine         | 4           | 2      |
| 6       | 9      | Derek Warwick        | Arrows-Mugen-Honda    | 58     | +1 Ronde             | 8           | 1      |
| 7       | 26     | Mark Blundell        | Ligier-Renault        | 58     | +1 Ronde             | 9           |        |
| 8       | 30     | Jyrki Järvilehto     | Sauber                | 58     | +1 Ronde             | 16          |        |
| 9       | 27     | Jean Alesi           | Ferrari               | 58     | +1 Ronde             | 12          |        |
| 10      | 14     | Rubens Barrichello   | Jordan-Hart           | 58     | +1 Ronde             | 15          |        |
| 11      | 19     | Philippe Alliot      | Larrousse-Lamborghini | 57     | +2 Rondes            | 24          |        |
| 12      | 23     | Christian Fittipaldi | Minardi-Ford          | 56     | Versnellingsbak      | 19          |        |
| 13      | 3      | Ukyo Katayama        | Tyrrell-Yamaha        | 55     | +4 Rondes            | 22          |        |
| 14      | 25     | Martin Brundle       | Ligier-Renault        | 53     | Versnellingsbak      | 6           |        |
| NC      | 4      | Andrea de Cesaris    | Tyrrell-Yamaha        | 43     | Niet geclassificeerd | 21          |        |
| NF      | 0      | Damon Hill           | Williams-Renault      | 41     | Motor                | 2           |        |
| NF      | 11     | Alessandro Zanardi   | Lotus-Ford            | 41     | Ophanging            | 14          |        |
| NF      | 25     | Thierry Boutsen      | Jordan-Hart           | 41     | Wiellager            | 23          |        |
| NF      | 22     | Luca Badoer          | Lola-Ferrari          | 32     | Elektrisch probleem  | 25          |        |
| NF      | 24     | Pierluigi Martini    | Minardi-Ford          | 31     | Fysiek               | 20          |        |
| NF      | 29     | Karl Wendlinger      | Sauber                | 24     | Spin                 | 18          |        |
| NF      | 28     | Gerhard Berger       | Ferrari               | 10     | Ophanging            | 13          |        |
| NF      | 10     | Aguri Suzuki         | Arrows-Mugen-Honda    | 8      | Spin                 | 10          |        |
| NF      | 7      | Michael Andretti     | McLaren-Ford          | 0      | Spin                 | 11          |        |
| NF      | 20     | Érik Comas           | Larrousse-Lamborghini | 0      | Aandrijfas           | 17          |        |
| NQ      | 21     | Michele Alboreto     | Lola-Ferrari          |        |                      |             |        |

## Wetenswaardigheden
- Damon Hill was op weg naar een thuisoverwinning, maar hij blies zijn motor op.

## Statistieken
| Pole-position | Alain Prost | Williams-Renault | 1:19.006 |
| Snelste ronde | Damon Hill  | Williams-Renault | 1:22.515 |

## Noot
- Dit was de eerste snelste ronde voor Damon Hill.
- Vijftigste Grand Prix-winst voor Alain Prost.
- Dit was de vijfde overwinning van de Grote Prijs van Groot-Brittannië voor Alain Prost, een evenaring van het record van Jim Clark die het voor de vijfde keer won in 1967.

1926 · 1927 · 1948 · 1949 · 1950 · 1951 · 1952 · 1953 · 1954 · 1955 · 1956 · 1957 · 1958 · 1959 · 1960 · 1961 · 1962 · 1963 · 1964 · 1965 · 1966 · 1967 · 1968 · 1969 · 1970 · 1971 · 1972 · 1973 · 1974 · 1975 · 1976 · 1977 · 1978 · 1979 · 1980 · 1981 · 1982 · 1983 · 1984 · 1985 · 1986 · 1987 · 1988 · 1989 · 1990 · 1991 · 1992 · 1993 · 1994 · 1995 · 1996 · 1997 · 1998 · 1999 · 2000 · 2001 · 2002 · 2003 · 2004 · 2005 · 2006 · 2007 · 2008 · 2009 · 2010 · 2011 · 2012 · 2013 · 2014 · 2015 · 2016 · 2017 · 2018 · 2019 · 2020 · 2021 · 2022 · 2023 · 2024 · 2025 · 2026 · 2027 · 2028 · 2029 · 2030 · 2031 · 2032 · 2033 · 2034